# Bad Lauchstädt
Bad Lauchstädt is een stad in de Duitse deelstaat Saksen-Anhalt, gelegen in de Landkreis Saalekreis. De gemeente telt 8.781 inwoners.

## Indeling gemeente
De stad kent bestaat uit de volgende stdadelen:
- Bad Lauchstädt
- Delitz am Berge
- Großgräfendorf
- Klobikau
- Milzau
- Schafstädt
- Schotterey

## Partnersteden
- Haan (Duitsland), sinds 1990

## Geboren
- Carlo Thränhardt (5 juli 1957), hoogspringer
- Karel Otto (7 oktober 1805), componist, dirigent en leraar

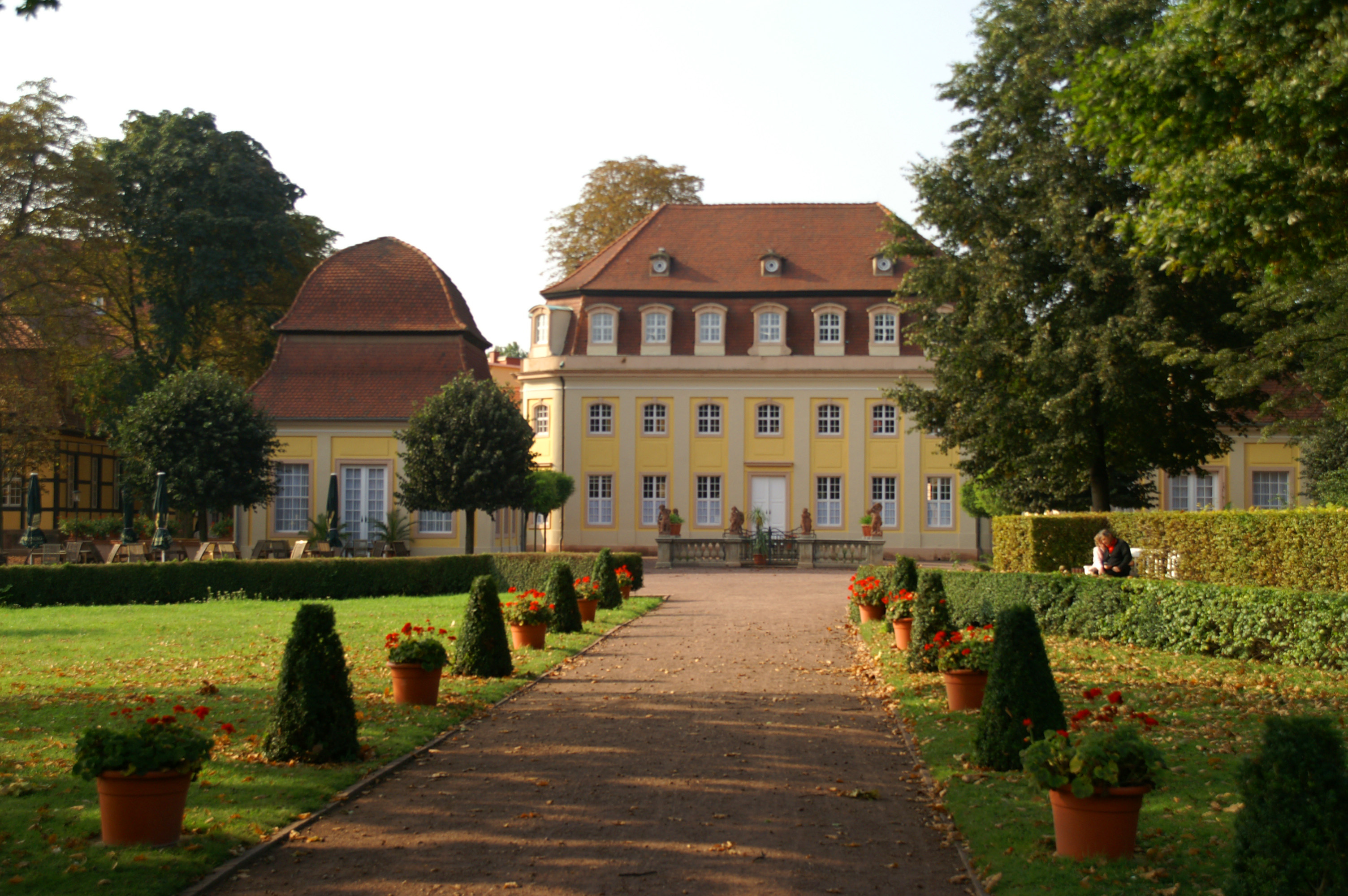
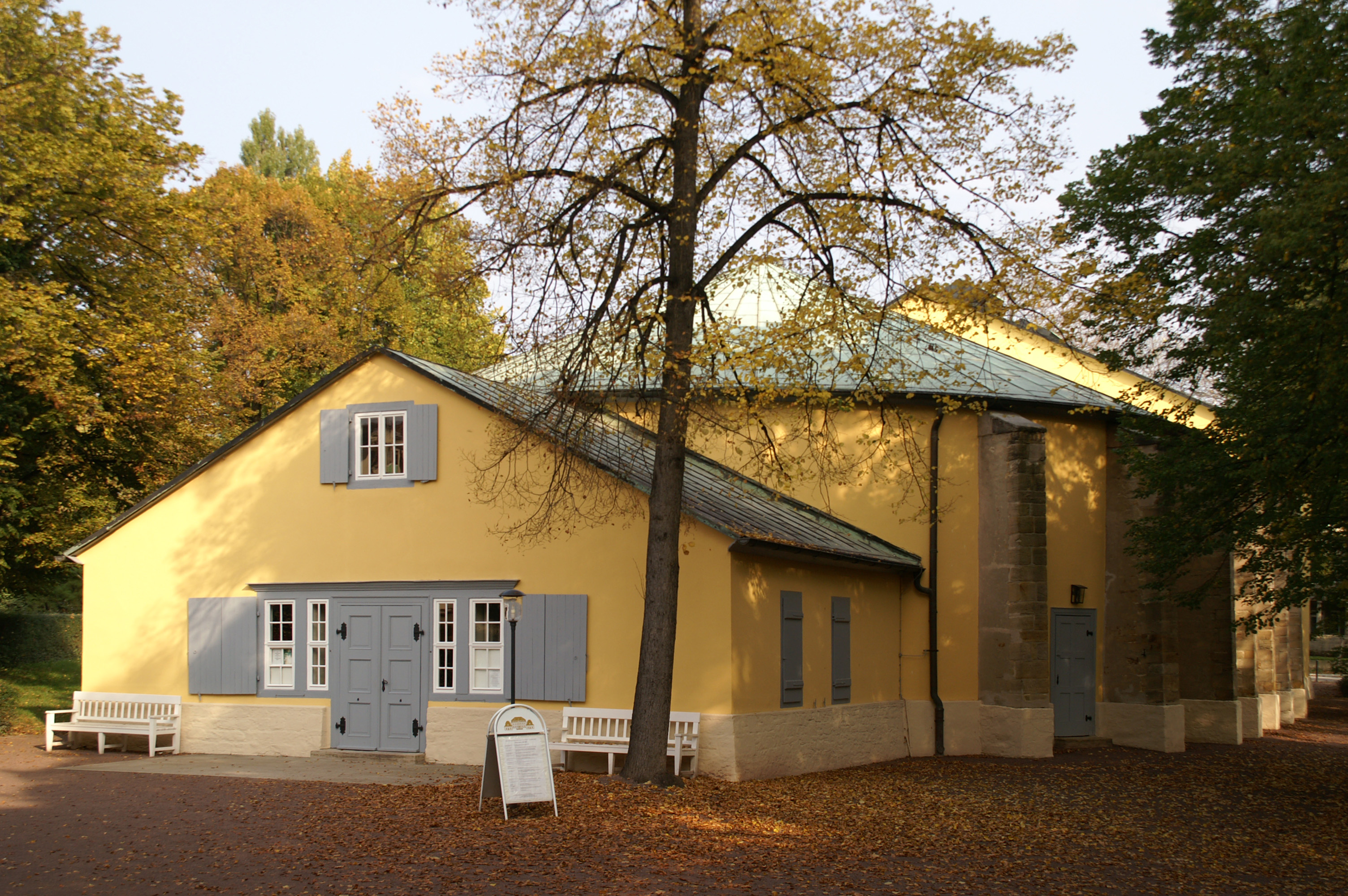
Goethe-Theater

Bad Dürrenberg ·
Bad Lauchstädt ·
Barnstädt ·
Braunsbedra ·
Farnstädt ·
Kabelsketal ·
Landsberg ·
Leuna ·
Merseburg ·
Mücheln (Geiseltal) ·
Nemsdorf-Göhrendorf ·
Obhausen ·
Petersberg ·
Querfurt ·
Salzatal ·
Schkopau ·
Schraplau ·
Steigra ·
Teutschenthal · 
Wettin-Löbejün